# 2020年智利憲法公投

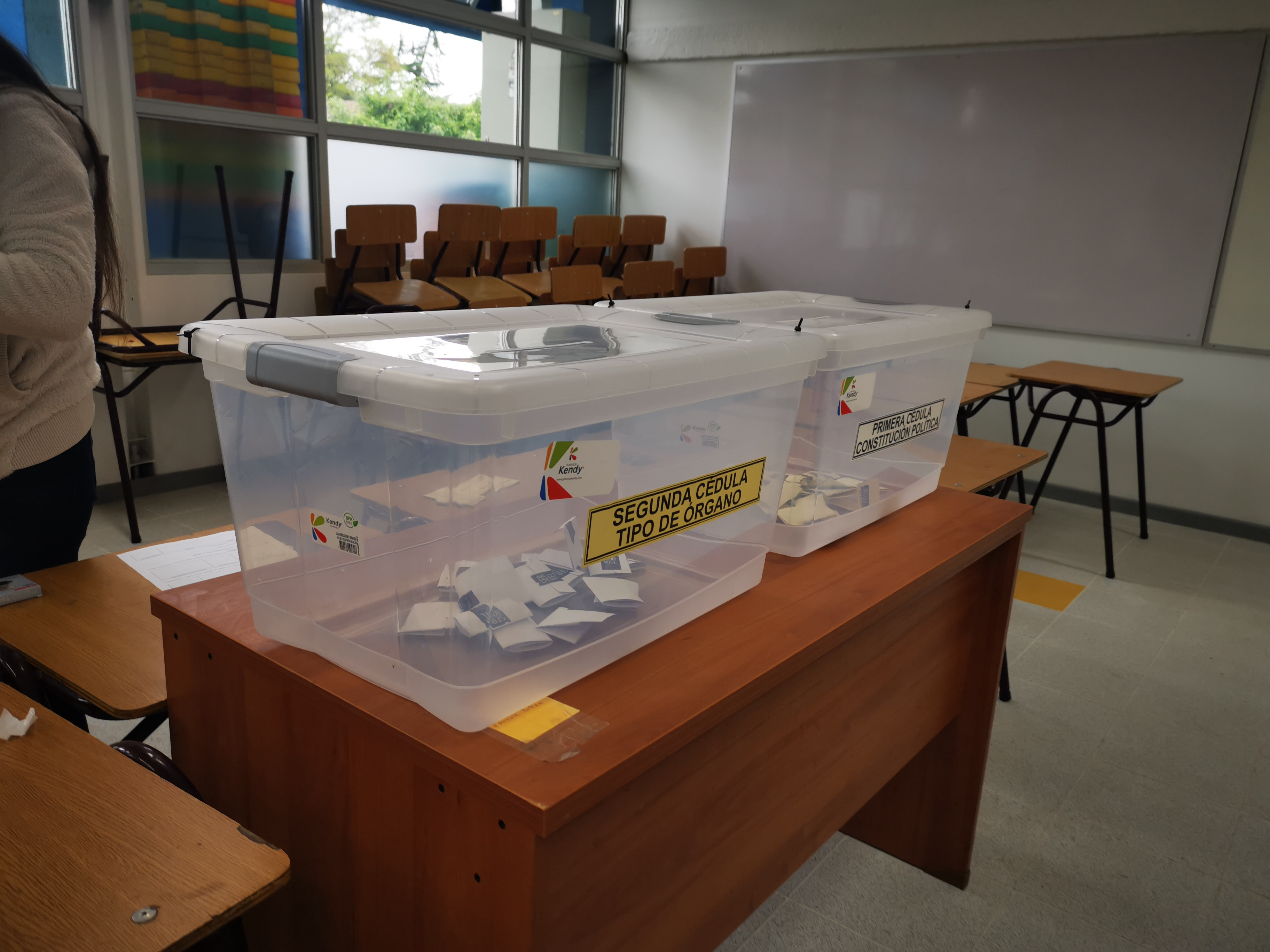
奧利瓦爾的投票箱。

2020年智利憲法公投是智利于2020年10月25日舉行的公投。這項公投是為了回應2019－2020年智利示威舉行的。公投投票決定是否起草新憲法，以及由制憲會議或是混合式制憲会议起草。制憲會議的成員將全數為民選代表，其中男女成員各半，並包含原住民代表；混合式制憲会议的成員一半為現任国会議員，一半是民選代表。最後贊成新憲法方以78.28%大贏；關於由誰來制定新憲法，79%的人選擇完全由制憲會議。 
由于COVID-19流行原定于4月的公投一再推遲，最终被延期至10月举行。 
公投通过之后第二輪的公民投票將於2021年4月11日舉行，以選出制憲會議的成員。第三輪投票则在2022年8月前舉行，將決定新憲法是否被接受。

## 结果

### 问题一
- 你想要一部新憲法嗎？

| 选项              | 得票数      | %       |
| ----------------- | ----------- | ------- |
| 同意              | 5,899,683   | 78.31%  |
| 拒绝              | 1,634,506   | 21.69%  |
| 有效票            | 7,534,189   | 99.48%  |
| 无效票            | 27,381      | 0.36%   |
| 空白票            | 12,344      | 0.16%   |
| 总票数            | 7,573,914   | 100.00% |
| 选民总数 / 投票率 | 14,855,719a | 50.98%  |

a 包括境外投票的59,522名選民。

来源： Tricel （页面存档备份，存于）.

### 问题二
- 應該由什麼樣的機構來製定新憲法？

| 选项              | 得票数      | %       |
| ----------------- | ----------- | ------- |
| 混合式制憲会议    | 1,492,260   | 20.82%  |
| 制憲會議          | 5,673,793   | 79.18%  |
| 有效票            | 7,166,053   | 94.62%  |
| 无效票            | 283,794     | 3.75%   |
| 空白票            | 123,277     | 1.63%   |
| 总票数            | 7,573,124   | 100.00% |
| 选民总数 / 投票率 | 14,855,719a | 50.98%  |

a 包括境外投票的59,522名選民。

来源： Tricel （页面存档备份，存于）.